# Íñigo Blasco
Íñigo Blasco es una localidad del municipio de Armenteros, en la comarca de la Tierra de Alba, provincia de Salamanca, comunidad autónoma de Castilla y León, España. 

## Clima
El municipio, está situado en el área de influencia del clima mediterráneo continentalizado, ello determina que los veranos son bastante cálidos y los inviernos bastante fríos con una oscilación de 18,5 Cº. La estación estival es la más seca y se superan con gran frecuencia los 30 °C, alcanzándose esporádicamente más de 35 °C. Sin embargo, en invierno es frecuente que las temperaturas bajen de los 0 °C, produciéndose numerosas heladas en las noches despejadas de nubes y nevadas esporádicas.
Las precipitaciones siguen un patrón muy parecido al del clima mediterráneo típico y están entre los 400 o 600mm, con un máximo durante el otoño y la primavera. La menor influencia del mar, no obstante, hace que sea un clima más seco que el típico.

## Paisaje
Íñigo Blasco está ubicado en las estribaciones de la Sierra de Gredos, concretamente en la confluencia de la provincia de Salamanca con la provincia de Ávila, y su orografía es montañosa, ubicándose a unos 1045 metros sobre el nivel del mar. El paisaje que predomina es el mediterráneo típico.

## Flora y Fauna
En cuanto a flora, la vegetación está adaptada a soportar temperaturas extremas y sequías prolongadas en verano. Las especies arbóreas más características son la encina (que se presenta con distintas densidades a lo largo del término, predominando en forma de matojo en algunas zonas), el olmo (que poco a poco va recuperándose de la grafiosis, que no dejó un solo ejemplar desarrollado en todo el término de la localidad), el pino (especie introducida recientemente), algún álamo, y vegetación de ribera como chopos y mimbrales.
La masa arbustiva más frecuente son los ramizales, la zarzamora, el espino y el tomillo, entre otras. 
En cuanto a la vegetación herbácea, cabe decir que predominan los pastizales, en las zonas donde la tierra es más fértil, ya que también existen zonas donde la aridez es la nota dominante, ahí están asentadas pequeñas plantas que conviven con otras de mayor porte como el tomillo y otras especies arbustivas leñosas.
A lo largo de todo el término de la localidad las tierras de cultivo son recurrentes. Se trata de cultivo de cereal (trigo, cebada...) y de leguminosas. También todavía se puede ver algún que otro melonar y huertas para el consumo familiar. 
Por otro lado, en lo que a fauna se refiere, cabe decir, que es la misma que en el resto de la meseta central:
AVES:
Aquí están el gorrión, la cigüeña, la golondrina, la tórtola, la paloma torcaz, el mirlo, la urraca, el cuervo, el jilguero, el petirrojo, el ruiseñor, diversos tipos de rapaces (tanto diurnas como nocturnas), el estornino, la polla de agua, los ánades, la focha común, la codorniz, la perdiz, la becada... entre otras muchas.
MAMÍFEROS:
En este apartado podemos mencionar algunos como el zorro, el jabalí, el conejo, la liebre, el erizo, la comadreja, el tejón, el gato montés, la gineta...
REPTILES:
La culebra de escalera, la culebra de herradura, la culebra de collar, la víbora, el lagarto ocelado, el lagarto de pared (lagartija)...
ANFIBIOS:
Múltiples especies de ranas, el eslizón, el tritón, la salamandra...

## Demografía
En 2017 Íñigo Blasco contaba con una población de 29 habitantes, de los cuales 19 eran varones y 10 mujeres (INE 2017).
| Gráfica de evolución demográfica de Íñigo Blasco entre 2000 y 2017                       |
|                                                                                          |
| Fuente: Instituto Nacional de Estadística de España - Elaboración gráfica por Wikipedia. |

## Monumentos
Existen numerosas casas antiguas construidas con materiales ornamentales como la piedra y el adobe; pero también hay pajares, recuerdo de lo que un día fue la vida en el campo. También es necesario tener en cuenta otros monumentos a visitar en los pueblos vecinos como es el caso de la Iglesia de Nuestra Señora del Rosario en Armenteros. Además de caños y fuentes.
Pero a pesar de todo lo anterior, merece mención especial “el caño” en Íñigo Blasco, construido en granito, que data del año 1903 con modificaciones en los años cincuenta, mandado hacer construir por el alcalde de entonces Luciano Martín Mateos; tras las cuales consta de una fuente de la que fluye constantemente agua potable, abrevadero, que consta de varios pilones todavía hoy utilizados para el ganado (también construidos en piedra granítica), y por último dos pilones que constituían los antiguos lavaderos forrados de granito, donde en otros tiempos acudían las mujeres para realizar la mencionada tarea.

## Fiestas
Las fiestas son en honor a San Salvador los días 6, 7 y 8 de agosto